# Jo Hekster
Joël (Jo) Hekster (Amsterdam, 18 juni 1907 - aldaar, 13 augustus 1978) was een Nederlands violist.
Hij was zoon van diamantwerkers Simon Hekster en Rebecca Blitz. Hij woonde als leerling violist enige tijd aan de Blasiusstraat.
Hij kreeg zijn muziekopleiding van Ferdinand Helmann en was vanaf 1931 violist in het Koninklijk Concertgebouworkest. Hij werd verkozen uit 85 sollicitanten. In de Tweede Wereldoorlog werd hij in 1941 samen met onder andere Rosa Spier werkloos door maatregelen van de bezetter tegen Joden. Hij nam plaats in het Joodsch Symphonie Orkest en het Nieuw Joods Kamer Orkest. Vanaf 1945 kwam hij terug en werd tweede concertmeester bij het orkest. In september 1972 ging hij er met pensioen. Hij diende onder drie dirigenten, Willem Mengelberg (Hekster: "een grote, maar eenzijdig romanticus"), Eduard van Beinum ("antipode van Mengelberg, fijnzinnig kamermusicus, gevoel voor kleur") en Bernard Haitink ("dynamische persoonlijkheid"). Hij zag een keur aan dirigenten voorbij komen, waarbij Bruno Walter een dermate grote indruk op hem maakte dat hij zijn zoon Walter Hekster naar hem vernoemde.  Tevens was hij leider en naamgever van het Hekster Kwartet.
In de vakantie gaf hij weleens les aan de Brandon University in Manitoba (Canada), alwaar zijn zoon ook docent was.
In 2020 werd zijn naam opgenomen in het Gedenkteken Joodse Musici in het Concertgebouw; een postuum eerbetoon van het orkest aan de tijdens de arisering ontslagen orkestleden.